# Just Be Free
Just Be Free è una raccolta di demo della cantante statunitense Christina Aguilera, pubblicata nel 2001. I brani furono registrati attorno al 1995, quando la cantante aveva tra i 14 e i 15 anni. 
L'album è stato pubblicato a fine 2001, e conteneva al suo interno una lettera scritta dalla stessa Christina, che spiegava le origini di questo album e si dissociava dai discografici che avevano voluto pubblicarlo. Il brano che dà il nome all'album, Just Be Free, è stato pubblicato come singolo. Il singolo contiene la versione album di Just Be Free e diversi remix del brano. 

## Tracce
Testi e musiche di Bob Allecca, Michael Brown e Christina Aguilera, eccetto dove indicato.
1. Just Be Free – 3:43
2. By Your Side – 4:07
3. Move It (Dance Mix) – 3:55
4. Our Day Will Come – 4:05 (Mort Garson, Bob Hilliard)
5. Believe Me – 4:17
6. Make Me Happy – 3:54 (LaForest Cope, Michael Brown)
7. Dream a Dream – 4:51
8. Move It – 3:44
9. The Way You Talk to Me – 3:37
10. Running Out of Time – 4:05
11. Believe Me (Dance Remix) – 4:36
12. Just Be Free (Spanish Version) – 3:41